# Schistes geoffroyi
Schistes geoffroyi là một loài chim trong họ Chim ruồi.